# Quận Benton, Oregon
Quận Benton là một quận nằm trong tiểu bang Oregon. Tên của nó được đặt theo tên của Thomas Hart Benton, một thượng nghị sĩ Hoa Kỳ người đã vận động Hoa Kỳ kiểm soát Xứ Oregon. Năm 2000, dân số của quận là 78.153. Nó cùng Khu vực Thống kê Đô thị Corvallis (Metropolitan Statistical Area). Quận lỵ của nó là Corvallis.

## Lịch sử
Quận Benton được thành lập từ Quận Polk qua một đạo luật của Chính quyền Lâm thời Oregon năm 1847. Quận được thành lập trong một khu vực ban đầu là nơi sinh sống của người Klickitat. Họ thuê mướn khu này từ người Kalapuya để dùng làm nơi săn bắt thú rừng. Tất cả tuyên bố chủ quyền của người bản thổ châu Mỹ trong Quận Benton được chuyển nhượng trong Hiệp ước Dayton năm 1855.
Trong thời gian đó, các ranh giới bắt đầu ở nơi giao điểm của Quận Polk và Sông Willamette kéo dài về phía nam đến tận biên giới California và hướng về phía tây đến Thái Bình Dương. Sau đó, nhiều phần của Quận Benton bị lấy để thành lập các quận Coos, Curry, Douglas, Jackson, Josephine, Lane và Lincoln.
Thành phố Marysville, sau đó đổi tên thành Corvallis, được dùng làm quận lỵ năm 1851. Năm 1862 Corvallis trở thành nơi của Cao đẳng Nông nghiệp Tiểu bang Oregon, ngày là Đại học Tiểu bang Oregon (đừng nhầm lẫn Đại học Oregon ở Eugene).

## Địa lý
Theo Cục Điều tra Dân số Hoa Kỳ, quận có tổng diện tích là 1.759 km² (679 mi²).  1.752 km² (676 mi²) là đất và 6 km² (3 mi²) hay 0,37% là nước.

### Các quận giáp ranh
- Quận Polk, Oregon - (bắc)
- Quận Lincoln, Oregon - (tây)
- Quận Linn, Oregon - (đông)
- Quận Lane, Oregon - (nam)

Vì đây là một vùng đất rất gần sát biển nên có rất nhiều gió, gió thổi từ biển vào đất liền nên tạo điều kiện thuận lợi cho việc sử dụng năng lượng gió tạo ra điện ở vùng này

## Cộng đồng

### Các thành phố hợp nhất
- Làng Adair
- Albany (nằm phần nhiều trong Quận Linn; còn được biết đến như North Albany)
- Corvallis
- Monroe
- Philomath

### Các cộng đồng chưa hợp nhất
| - Alder - Alpine - Alsea - Bellfountain - Blodgett | - Dawson - Flynn - Glenbrook - Greenberry - Harris | - Hoskins - Kings Valley - Kopplein - Lewisburg - Noon | - North Albany - Russell - Summit - Wren |